# Alidedebölmesi, Alaçam
Alidedebölmesi là một xã thuộc huyện Alaçam, tỉnh Samsun, Thổ Nhĩ Kỳ. Dân số thời điểm năm 2010 là 127 người.